# Figino
Barbengo er en forstad til byen Lugano i kantonen Ticino, Schweiz. Forstaden ligger ca. 7 kilometer syd for Lugano ved bredden af Luganosøen og lidt nord for Grancia, og har 1.970(2015) indbyggere.
Barbengo er et lille gammelt fiskerleje, som i dag primært fungerer som soveby for Lugano. Der er lidt turisme i byen, som har et fint gammelt vandrerhjem og en udmærket badestrand ved bredden af Luganosøen.
Oprindelsen af navnet på byen, "Barbengo", svæver hen i det uvisse, men antages at stamme fra enten de latinske 'ficus' eller 'ficulinus' (figentræ) eller 'fageus' (strandbred).

## Links
- Turistinfo om vandrerhjemmet